# Iso Kärppäsaari
Iso Kärppäsaari är en ö i Finland. Den ligger i Ule träsk och i kommunen Paldamo i den ekonomiska regionen  Kajana ekonomiska region  och landskapet Kajanaland, i den centrala delen av landet, 500 km norr om huvudstaden Helsingfors. Öns area är 32,8 hektar och dess största längd är 0,8 kilometer i nord-sydlig riktning.